# مارلون براندو
مارلون براندو الابن (بالإنجليزية: Marlon Brando Jr) (3 أبريل 1924 – 1 يوليو 2004) كان ممثل ومخرج وناشط أمريكي. هو معروف بجلبه الواقعية المثيرة للتمثيل السينمائي، وكثيرًا ما يشار إليه باعتباره الممثل الأكثر إلهامًا على الإطلاق. مارلون والذي يعد أيقونة ثقافية، مشهور بدوريه الحائزين على جائزتي أوسكار: تيري مالوي في على الواجهة البحرية (1954)، وفيتو كورليوني في العراب (1972)، إضافة إلى أدوار ملهمة أخرى في عربة اسمها الرغبة (1951) وفيفا زباطة (1952) وفيفا زباطة والتانغو الأخير في باريس (1972) والقيامة الآن (1979). براندو كان أيضاً ناشط، ودعم قضايا عديدة، ولا سيما حركة الحقوق المدنية الأمريكية الأفريقية ومختلف الحركات الهندية الأميركية.
وضع براندو في المرتبة الرابعة من قبل معهد الفيلم الأمريكي في قائمته 100 عام و 100 نجم بين نجوم السينما الذكور الذين ظهروا لأول مرة على الشاشة في أو قبل سنة 1959. براندو كان واحد من ثلاثة ممثلين محترفين فقط، مع السير تشارلي تشابلن ومارلين مونرو، وضعتهم تايم في قائمتها لأهم الأشخاص في القرن. توفي براندو في 1 يوليو، 2004 بسبب فشل رئوي عند عمر ال80 سنة.

## حياته الأولى

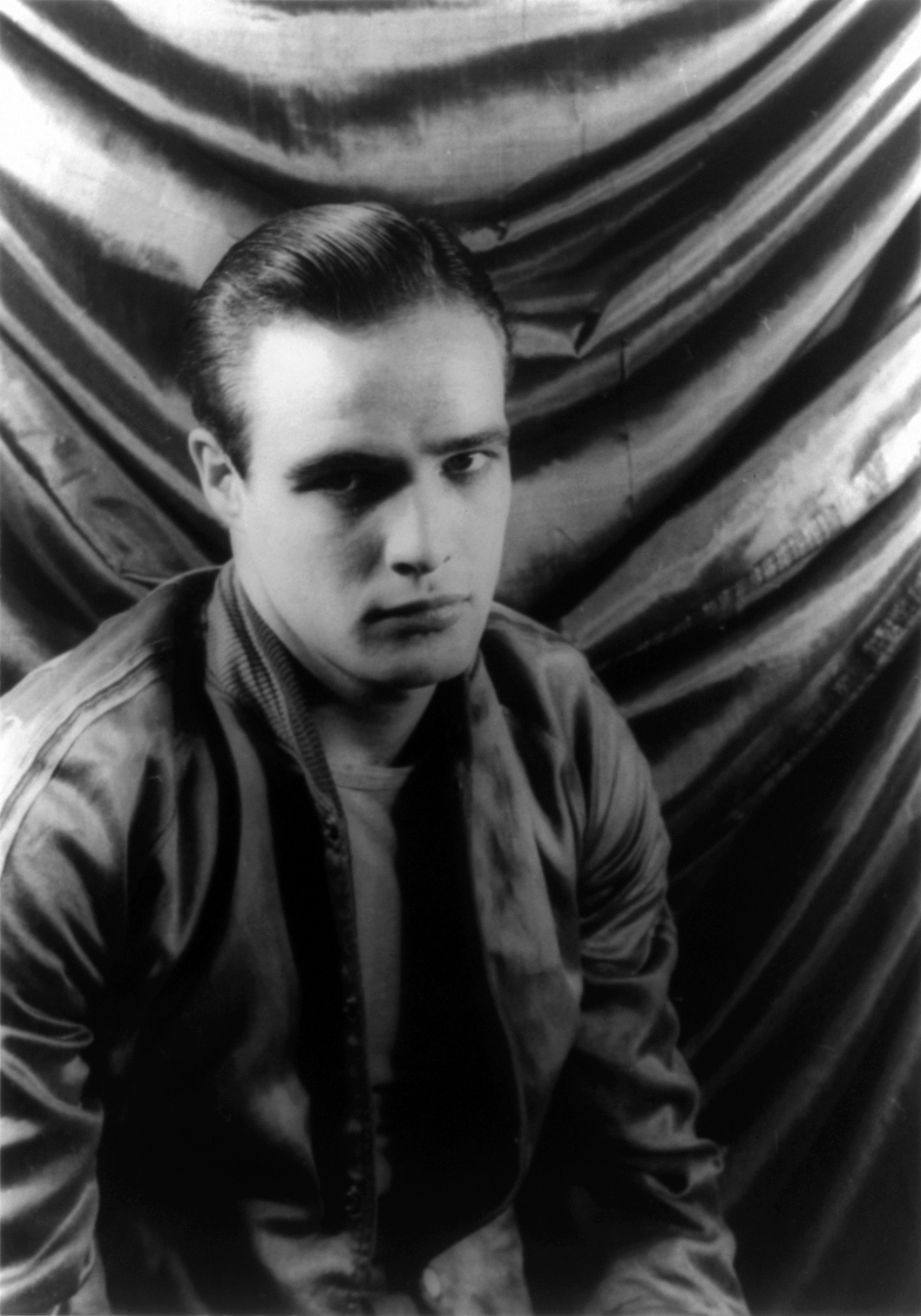
مارلون براندو في فيلم عربة اسمها الرغبة

في 3 أبريل 1924، ولد مارلون (تكتب مارلين أيضا) براندو في أوماها، نبراسكا، الولايات المتحدة وهو الابن الثالث والأخير لدوروثي بينيبيكر براندو ومارلون براندو الأب المنحدرين من أصول آيرلندية؛ وله أختان هما جوسيلين وفرانسيس.
في عام 1935، انفصل أبواه، فانتقلت والدته مع أطفالها الثلاثة إلى سانتا أنا في مقاطعة أورانج، كاليفورنيا. في عام 1937، تصالح أبواه ثانية، وانتقلت العائلة إلى ليبيرتيفيل، إلينوي، شمال شيكاغو قرب بحيرة ميشيغان. في عام 1940، أرسل إلى مدرسة داخلية عسكرية وهي أكاديمية شاتوك العسكرية في فيربولت، مينيسوتا، والتي طرد منها بسبب تمرده في النهاية.
في عام 1943، وصل براندو إلى نيويورك؛ وسجل لفصل دراسي في الورشة الدرامية للمدرسة الجديدة للبحث الاجتماعي، الموجهة من قبل المهاجر الألماني إرون بيسكاتور. معلمته في الورشة كانت ستيلا أدلر. ستيلا أدلر عاشت في موسكو في أوائل الثلاثينات، ودرست مع قسطانطين ستانيسلافسكاي في مسرح فنون موسكو. في عودتها إلى أمريكا، علمت أعضاء مسرح المجموعة اليساري استعمال «طريقة» ستانيسلافسكاي، والتي بها يجب على أي ممثل أن يطور كل جزء يؤدى من عواطفه الخاصة، وهي طريقة قام لي ستراسبيرج بتعليمها لاحقا أيضا.

## مسيرته

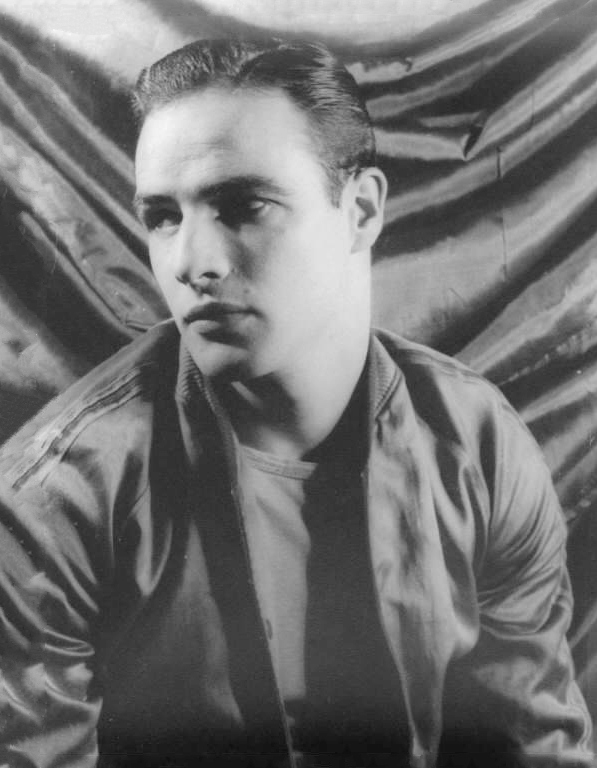
مارلون براندو في عام 1948

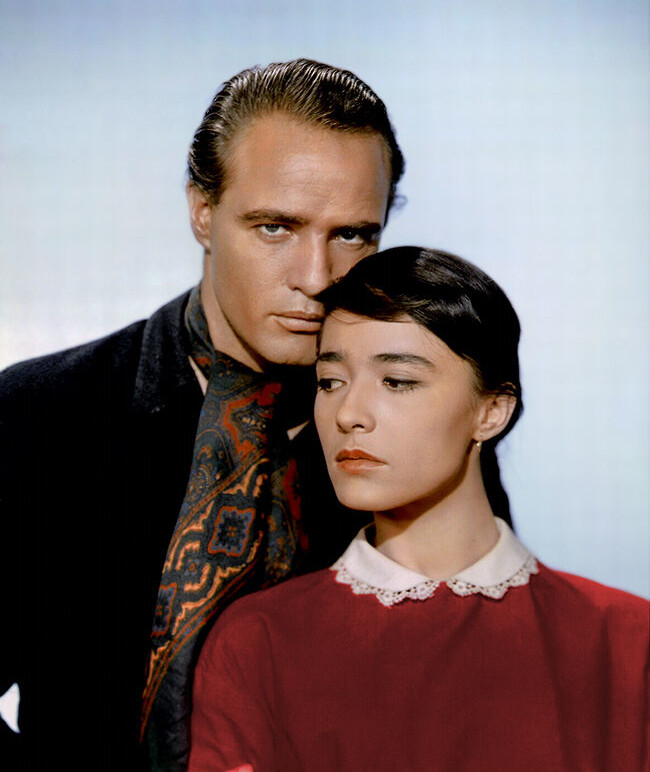
براندو مع بينا بيليسير في صورة دعائية لفيلم One-Eyed Jacks وهو الفيلم الوحيد الذي أخرجه

في 1944، ظهر براندو لأول مرة في مرحلته أثناء الورشات الدرامية كالسيد المسيح في مسرحية «هانيل» لجيرارت هوبتمان. في نفس العام، حصل براندو على عقده الأول مع إنتاج روجرز وهاميرشتاين برودواي لعرض «أتذكر يا أمي»، بواسطة جون فان دروتين؛ وقد كان عملا ناجحا استمر لسنتين.
في 1946، لعب براندو دورا في «مقهى تروكلن» بواسطة ماكسويل أندرسن، ثم في «كانديدا» لجورج بيرنارد شو، وفي خريف العام ذاته في «ولادة علم»، مسرحية بواسطة بن هيتشت، حول تأسيس دولة إسرائيل. بعد ذلك انضم إلى «الاتحاد الأمريكي لفلسطين الحرة». في 1947، اقترح إليا كازان على براندو ليكون في فيلم تينيسي وليامز «عربة شارع تسمى الرغبة».
بين عامي 1950 و 1955، مثل براندو في أفلام بارزة مثل «الرجال» (1950)، «سيارة تسمى الرغبة» (1951)، «عاشت زاباتا!» (1952)، «البري» (1953)، «على الواجهة المائية» (1954)، و«رجال ودمى» (1955). في 1952 حصل على جائزة أفضل ممثل في مهرجان كان السينمائي لدوره في فيلم «فيفا زاباتا!»، كما حصل على جائزة أخرى لنفس الدور وهي جائزة الأكاديمية السينمائية البريطانية لأفضل ممثل أجنبي. في عام 1953 حصل على جائزة الأكاديمية السينمائية البريطانية لأفضل ممثل أجنبي، لدوره في فيلم «يوليوس قيصر».
توفيت والدة براندو في 31 مارس عام 1954. في عام 1955، حصل براندو على أول جائزة أوسكار له لدوره في فيلم تيري مالوي «على الواجهة المائية». في عام 1954، حصل على جوائز أخرى من بينها جائزة الغولدن غلوب لأفضل ممثل، وجائزة الأكاديمية السينمائية البريطانية لأفضل ممثل أجنبي، وجائزة أفضل ممثل في مهرجان كان السينمائي، جميعها لدوره في فيلم «على الواجهة المائية».
في ربيع عام 1955، أسس براندو شركة إنتاج خاصة به، سماها «شركة بينيبيكر للإنتاج»، نسبة لاسم والدته قبل الزواج. تزوج براندو في 11 أكتوبر 1957 بالممثلة آنا كاشفي، من ويلز. زواجه الثاني كان من الممثلة المكسيكية موفيتا كاستانيدا، في 1960. في 1961، ظهر براندو كمخرج لأول مرة في فيلم جاك ذو العين الواحدة. في عامي 1960 و 1961 أثناء تصويره فيلم "Mutiny on the Bounty" في تاهيتي، اكتشف الجزيرة المرجانية تيتياروا التي اشتراها في عام 1966. وفي ربيع عام 1965، توفي والده.
في الستينات، قدم براندو مساهمة لإنهاء التمييز العنصري والظلم الاجتماعي بالاشتراك مع حركة الحقوق المدنية. وفي السبعينات، عاد براندو إلى الظهور بشكل بارز بعدما قام بتأدية أدوار معروفة. في عام 1972، قام مارلون براندو بأحد أبرز الأدوار في مسيرته بعد تمثيله لشخصية دون فيتو كورليون في فيلم «العراب»، والذي جعله يحصل على جائزة أوسكار ثانية. وفي نفس الفترة قام بتأدية دور مميز آخر في فيلم «الحرق!» وهو الدور المفضل لديه، وفيلم "The Nightcomers" و«التانغو الأخير في باريس».
في عام 1979، حصل براندو على ظهور قصير ممثلا شخصية الرائد كورز في فيلم فرانسيس فورد كوبولا القيامة الآن وفي عام 1989 قدم واحداً من أهم أعماله (موسم أبيض جاف) عن التفرقة العنصرية في جنوب أفريقيا واللذي كان موضوعاً محرماً في ذلك الوقت. في 1990، وبعد غياب طويل آخر، عاد براندو مع دور في فيلم «الطالب الجديد». في 1994، نشر براندو سيرته الذاتية تحت مسمى «أغاني علمتني إياها أمي». في 1995، ظهر براندو بدور بارز آخر، ممثلا شخصية جاك ميكلير، في «دون جوان ديماركو».
توفي مارلون براندو في 1 يوليو عام 2004.
مات ابنه مفلسا عام 2008.

## الصعود إلى الشهرة: 1951 – 1954
أخذ براندو أداؤه لشخصية ستانلي كوالسكي إلى الشاشة الكبيرة في فيلم عربة اسمها الرغبة عام 1951 لتينيسي وليامز. يعتبر هذا الدور واحدًا من أهم الأدوار التي أداها براندو. كان رد الفعل على أداء براندو إيجابيًا لدرجة أنه أصبح مباشرة رمزًا جنسيًا للذكورة في هوليوود. كما منح الدور براندو أول ترشيحاته لجائزة الأوسكار عن فئة أفضل ممثل.
حصل براندو على ترشيح آخر في العام التالي على فيلم فيفا زاباتا (1952)، وهو سيرة خيالية لحياة الثائر المكسيكي إيمليانو زاباتا. تحدث هذا الفيلم عن نشأته القروية وصعوده إلى السلطة في أوائل القرن العشرين ثم وفاته. كان الفيلم من إخراج إيليا كازان ومشاركة أنتوني كوين في التمثيل. في فيلم السيرة الذاتية مارلون براندو: الشخص الجامح يقول سام شو: «قبل بدء تصوير الفيلم، ذهب براندو خلسة إلى المكسيك وتحديدًا إلى البلدة التي ولد فيها زاباتا وقضى حياته، وهناك درس طريقة حديث الأشخاص وسلوكهم وحركاتهم». ركز معظم النقاد على الممثل بدلًا من الفيلم، حتى أن مجلتي تايم ونيوز ويك نشرتا مراجعتين إيجابيتين مادحتين للبطل.
بعد عدة سنوات، ذكر براندو في سيرته الذاتية: «توني كوين، الذي أحترمه مهنيًا وأُعجب به شخصيًا، لعب دور أخي لكنه كان شديد الجفاء تجاهي عندما صورنا الفيلم. خلال مشاهدنا سوية، أحسست بضغينة منه تجاهي، وكنت إذا اقترحت عليه الذهاب لتناول مشروب بعد العمل، كان إما أن يرفض الطلب أو يبقى متجهمًا ولا يتحدث الكثير. بعد عدة سنوات عرفت السبب». ذكر براندو أن كازان كان قد أخبر كوين -الذي حصل على دور ستانلي كوالسكي في مسرح برودواي بعد انتهاء براندو من العمل- بأن براندو لم يكن معجبًا بأدائه، وكان ذلك بهدف خلق توتر على الشاشة بين الشخصيتين. بعد تحقيق الهدف المرغوب لم يخبر كازان كوين بالحقيقة، ولم تظهر الحقيقة إلا بعد عدة سنوات عندما أدرك براندو وكوين الخدعة لدى مقارنة الملاحظات والمذكرات.
تلقى فيلم براندو التالي يوليوس قيصر (1953) -الذي لعب فيه براندو دور مارك أنتوني- أصداء إيجابية بشدة. في حين أثنى الأغلبية على موهبة براندو، شعر بعض النقاد بأن ’همهمة’ براندو وبعض التفاصيل الأخرى تعكس جهله ببعض أساسيات التمثيل.

## فيلم العراب
في عام 1972 رجع نجم مارلون براندو بعد أداءه دور الدون فيتو كورليوني في فيلم العراب الجزء الأول وكان أداءه ساحرا وكان الدور على أنه رئيس لعائلة كارليوني التي تعد من أكبر عائلات الجريمة في نيويورك ودوره كان أسطوري وقد أتقن الدور إتقان مميز مكنه من الفوز بجائزة الأوسكار لأفضل ممثل
وكان متميزا جدا في هذا الدور لكنه رفض الجائزة احتجاجا على معاملة الحكومة الأمريكية للهنود الحمر، وقد انتدب في ذلك الوقت امرأة هندية لتقرأ رسالة الرفض في حفل توزيع الجوائز، يذم فيها هوليوود على الصورة التي تظهرها للهنود الحمر في أفلامها.

## وصلات خارجية
- مارلون براندو على موقع IMDb (الإنجليزية)
- مارلون براندو على موقع الموسوعة البريطانية (الإنجليزية)
- مارلون براندو على موقع الموسوعة البريطانية (الإنجليزية)
- مارلون براندو على موقع روتن توميتوز (الإنجليزية)
- مارلون براندو على موقع مونزينجر (الألمانية)
- مارلون براندو على موقع قاعدة بيانات الأفلام العربية
- مارلون براندو على موقع ألو سيني (الفرنسية)
- مارلون براندو على موقع ميوزك برينز (الإنجليزية)
- مارلون براندو على موقع تيرنر كلاسيك موفيز (الإنجليزية)
- مارلون براندو على موقع أول موفي (الإنجليزية)

| سبقه ويليام هولدن | جائزة أفضل ممثل رئيسي في مهرجان الأوسكار 1954 | تبعه إيرنست بورغنين |

| سبقه جين هاكمان | جائزة أفضل ممثل رئيسي في مهرجان الأوسكار 1972 | تبعه جاك ليمون |